# Lou Dobbs
Louis Dobbs (Childress, 24 settembre 1945 – West Palm Beach, 18 luglio 2024) è stato un giornalista, conduttore televisivo e conduttore radiofonico statunitense.

## Biografia
Laureato in Economia all'Università di Harvard, divenne noto per il suo Lou Dobbs Tonight, programma trasmesso dalla CNN, che conquistò il secondo audience più alto del canale (dopo il Larry King Live) con circa 800000 spettatori a serata. Attivo a lungo per Fox News, fu anche un editorialista e conduttore di programmi radiofonici. 
Politicamente vicino a Donald Trump, espresse la sua contrarietà al fenomeno dell'immigrazione e contribuì alla diffusione di diverse teorie del complotto.
Lou Dobbs morì il 18 luglio 2024 all'età di 78 anni. La notizia del decesso fu annunciata da Trump.

## Vita privata
Dobbs divorziò dalla prima moglie nel 1981. Da questo matrimonio non nacque prole. In seconde nozze sposò la giornalista sportiva Debi Lee Segura, con cui ebbe quattro figli.